# Luotojärvi (sjö i Saarijärvi, Mellersta Finland, 62,65 N, 24,85 Ö)
Luotojärvi är en sjö i kommunen Saarijärvi i landskapet Mellersta Finland i Finland. Arean är 35 hektar och strandlinjen är 3,6 kilometer lång. Sjön  ingår i Kymmene älvs huvudavrinningsområde.   Den ligger omkring 64 kilometer nordväst om Jyväskylä och omkring 270 kilometer norr om Helsingfors. 